# Stor-Öravattnet, Jämtland
Stor-Öravattnet är en sjö i Bergs kommun i Jämtland och ingår i Indalsälvens huvudavrinningsområde. Sjön har en area på 0,488 kvadratkilometer och ligger 394,2 meter över havet.

## Delavrinningsområde
Stor-Öravattnet ingår i det delavrinningsområde (694536-145035) som SMHI kallar för Utloppet av Lill-Örevattnet. Medelhöjden är 439 meter över havet och ytan är 11,44 kvadratkilometer. Det finns inga avrinningsområden uppströms utan avrinningsområdet är högsta punkten. Vattendraget som avvattnar avrinningsområdet har biflödesordning 3, vilket innebär att vattnet flödar genom totalt 3 vattendrag innan det når havet efter 313 kilometer. Avrinningsområdet består mestadels av skog (85 procent). Avrinningsområdet har 0,95 kvadratkilometer vattenytor vilket ger det en sjöprocent på 8,3 procent.